# Chrysobothris rubripes
Chrysobothris rubripes es una especie de escarabajo del género Chrysobothris, familia Buprestidae. Fue descrita científicamente por Chevrolat en 1838.